# بایرن (ابرسبرگ)
بایرن (ابرسبرگ) (به آلمانی: Baiern) یک شهر در آلمان است که در بایرن واقع شده‌است.

## خصوصیات
بایرن ۱۹٫۹۶ کیلومترمربع مساحت دارد ۵۹۰ متر بالاتر از سطح دریا واقع شده‌است.